# Бюльбюль борнейський
Бюльбю́ль борнейський (Rubigula montis) — вид горобцеподібних птахів родини бюльбюлевих (Pycnonotidae). Ендемік Калімантану.

## Опис
Довжина птаха становить 17-18 см. Голова чорна, на голові невеликий чуб. Верхня частина тіла оливково-зелена, горло жовте, нижня частина тіла жовтувато-зелена. Очі темні, дзьоб чорний. Виду не притаманний статевий диморфізм.

## Поширення й екологія
Борнейські бюльбюлі мешкають у високогірних районах на півночі та в центрі Калімантану. Вони живуть у вологих гірських і рівнинних тропічних лісах.